# Pycnocoma insularum
Pycnocoma insularum är en törelväxtart som beskrevs av J.Leonard. Pycnocoma insularum ingår i släktet Pycnocoma och familjen törelväxter. Inga underarter finns listade i Catalogue of Life.